# Diritti umani in Afghanistan
I diritti umani in Afghanistan sono un argomento di diverse controversie e conflitti. Nonostante i talebani fossero ben noti per numerose violazioni dei diritti umani inflitte ai cittadini afghani dal 1996 al 2001, numerose altre violazioni hanno continuato a verificarsi successivamente, nell'era del governo post-talebano.
L'Afghanistan ha un quadro forte e interessante dei diritti umani all'interno della sua costituzione.
Una carta dei diritti fondamentali è sancita nel secondo capitolo della costituzione della Repubblica Islamica dell'Afghanistan.
Il diritto alla vita e alla libertà sono costituzionalmente protetti così come il diritto a un giusto processo e la presunzione di innocenza per tutte le persone, ciò conferisce alla Repubblica islamica dell'Afghanistan un solido quadro di diritti umani garantito a tutti i cittadini.
Le forze di sicurezza afghane e la loro agenzia di intelligence sono state accusate di aver commesso gravi violazioni dei diritti umani come sequestri di persona, esecuzioni extragiudiziali e tortura ad alcuni sospettati. Inoltre, anche le forze di sicurezza afghane e l'aviazione afghana sono state coinvolte nell'uccisione di civili in operazioni di terra e in attacchi aerei.

## Storia
Sotto la monarchia di Zahir Shah, i diritti umani erano generalmente rispettati. A partire dal 1949, il primo ministro afghano Shah Mahmud Khan, aumentò la libertà di stampa, ma queste mosse furono presto invertite. Solo nel luglio del 1965 fu concessa per la prima volta una notevole libertà di stampa.
Sebbene la stampa fosse per lo più libera, in alcuni casi il re ha chiuso i media dei dissidenti che erano considerati una minaccia. La repubblica comunista di Khalq che governò l'Afghanistan dopo la rivoluzione di Saur nel 1978 fu brutale, reprimendo con vigore l'opposizione. Il governo ha rapito e giustiziato migliaia di prigionieri, dissidenti civili rurali.
Il nuovo leader Babrak Karmal promise di porre fine alla brutalità dei Khalq, cosa in parte fatta, ma le violazioni dei diritti umani non finirono. Il governo insieme ai sovietici (durante la guerra sovietico-afghana) mirò intenzionalmente agli insediamenti civili nelle aree rurali. Sotto le riforme del presidente Mohammad Najibullah, la libertà di espressione è stata ulteriormente migliorata, ma i diritti umani sono rimasti nel complesso limitati.
Negli anni '90, molte atrocità furono commesse da varie milizie contro i civili. Attacchi indiscriminati di razzi durante la battaglia di Kabul, in particolare quelli della milizia di Gulbuddin Hekmatyar, dove sono stati uccisi migliaia di civili. I talebani, al potere dal 1996, hanno imposto fortissime restrizioni alle donne, eseguito esecuzioni pubbliche e impedito agli aiuti internazionali di entrare nel paese per i civili affamati.
Dal 2001 i diritti civili vennero ripristinati, ma ciò non significò che de facto non continuassero ad avvenire delle violazioni.